# Toshihiko Ogawa
Toshihiko Ogawa (jap. 小川 俊彦, Ogawa Toshihiko; * um 1940) ist ein japanischer Jazzpianist.
Toshihiko Ogawa arbeitete ab Mitte der 1960er-Jahre in der japanischen Jazzszene, zunächst bei Nobuo Hara und dessen Bigband (His Sharps & Flats), mit der auch erste Aufnahmen entstanden, als er mit Haras Orchester am Sadao-Watanabe-Album Encore!! Jazz & Bossa (1967) mitwirkte. Er war auch an Nobuo Haras Kooperation mit Oliver Nelson beteiligt (3-2-1-0, 1969, Nippon Columbia). In den 1970er- und 80er-Jahren spielte er u. a. mit Ann Burton, Ichiro Masuda, Martha Miyake, Yoshiko Gotō, Jimmy Takeuchi, Kōnosuke Saijō, Harold Land/Eiji Kitamura (Live at Junk), George Kawaguchi und Akitoshi Igarashi (Sax Talk). 1977 nahm er im Triobesetzung mit Kunimitsu Inaba und Donald Bailey sein Debütalbum Riverside Jam (Trio Records) auf. Der Diskograf Tom Lord listet seine Beteiligung im Bereich des Jazz zwischen 1967 und 1999 bei 19 Aufnahmesessions, zuletzt noch mit Martha Miyake (1996) und dem Shuji Atsuta Quintett (Blues on My Mind). Als Arrangeur arbeitete er ferner für die Sängerin Ayako Hosokawa (Whisper of Love, 2001).